# لاترانی
لاترانی (به مجاری:  Látrány) یک منطقهٔ مسکونی در مجارستان است که در ناحیه فونیود واقع شده‌است. لاترانی ۲۲٫۳۱ کیلومتر مربع مساحت و ۱٬۳۱۰ نفر جمعیت دارد.